# إيلنفار
إيلنفار  هي سبيكة مؤلفة من عناصر الحديد والنيكل والكروم والمتميزة بأنها ذات تمدد حراري منخفض.
تستخدم هذه السبيكة بكثرة في صناعة إطار ساعات اليد؛ وتتألف نمطياً من 52% حديد، و36% نيكل و12 % كروم.